# Война (игра)
Вижте пояснителната страница за други значения на Война.
Война е името на игра с карти. За практикуването ѝ не се изисква специално умение или опит в самата игра. Войната е основана предимно на късмета. Играта се играе от двама или повече души, като се използва тесте от 52 карти. Картите се подреждат по сила: 2, 3, 4, 5, 6, 7, 8, 9, 10, J, Q, K, А.
Играта се играе като всеки играч поставя по 1 карта и който има най-силна карта той взима на другите картите. Който има най-много карти е победител.
Съществува и по-слабо популярен вариант (наричан понякога „малка война“), който се играе с 32 карти, след като от стандартното тесте са извадени 20-те карти с номера от 2 до 6. Този вариант се играе обикновено, когато играчите са само двама и искат „по-интензивна“ игра. Ако стане война с 2/3 играча третия слага картата в своето тесте.

## Правила
В началото на играта единият играч раздава по равно картите от тестето на себе си и на своите съперници. Картите се поставят на една купчина с лицевата част надолу, така че стойността им да остане неизвестна.
Играта започва като играчите едновременно обръщат най-горната карта от своята купчина с лицевата част нагоре. Играчът, който обърне най-висока по стойност карта, прибира както своята, така и противниковите карти. При взимането на карта цветът на обърнатата карта не е от значение. Играчът, който спечели противникова карта (или карти, ако играчите са повече от двама), поставя спечелената карта (карти), както и своята карта, от долната част на своята купчинка карти и играта продължава по същия начин.
Възможно е двама (или повече) играчи да обърнат едновременно едни и същи по стойност карти. Това се нарича „война“. В такъв случай всеки оставя своята карта и изважда следващите три по ред карти от купчинката. Всички обърнати карти се печелят от играча, чиято последна обърната карта е с по-висока стойност от съответната на противниците. Ако и последните карти са с еднакви стойности, играчите продължават да обръщат по три карти, докато единият извади по-висока трета карта.
Играта печели този играч, който успее да вземе всички карти на своите противници.
Когато играч остане с 3 или по малко карти може да си ги гледа.